# Generation Terrorists
Generation Terrorists (рус. «Поколение террористов») — дебютный альбом уэльской рок-группы Manic Street Preachers, выпущенный 10 февраля 1992 года и спродюсированный Стивом Брауном.

## История записи
Альбом был записан с помощью трекинга (каждый инструмент записывался отдельно) за 23 недели в Blackbarn Studios, около английского города Гилфорда. Вокалист Джеймс Дин Брэдфилд исполнял гитарные и басовые партии на альбоме, в то время как барабанщик Шон Мур запрограммировал драм-машину, а не играл вживую на реальной барабанной установке. В американском издании треклист был изменён, и некоторые песни на политическую тему были убраны. Чтобы компенсировать это, была добавлена песня "Democracy Coma". Она была выпущена как би-сайд к Love's Sweet Exile/Repeat и также присутствовала на Lipstick Traces. Кроме того, четыре трека на американской версии ("Slash 'n' Burn," "Nat West–Barclays–Midlands–Lloyds," "Little Baby Nothing" и "You Love Us") были обработаны Майклом Брауером.
В остальных же местах альбом был выпущен полностью, без цензурной формы.
Все песни были написаны Ники Уайром и Ричи Эдвардсом. Вся музыка была написана Джеймсом Дином Брэдфилдом и Шоном Муром (за исключением "Damn Dog", которая является кавером на песню the Sleez Sisters из фильма 1980 года "Times Square").
Тексты на альбоме политизированы. Любовь к поэзии Уайра и Эдвардса также проявляется в их текстах.
Обложкой альбома стала картина, изображавшая левую руку и грудь Эдвардса. На руке была татуировка со словами «Бесполезное поколение», которые на обложке изменили на «Поколение террористов».

## Список композиций
Британское издание
1. «Slash 'N' Burn» — 3:59
2. «Nat West-Barclays-Midlands-Lloyds» — 4:32
3. «Born to End» — 3:55
4. «Motorcycle Emptiness» — 6:08
5. «You Love Us» — 4:18
6. «Love's Sweet Exile» — 3:29
7. «Little Baby Nothing» — 4:59
8. «Repeat (Stars and Stripes)» — 4:09
9. «Tennessee» — 3:06
10. «Another Invented Disease» — 3:24
11. «Stay Beautiful» — 3:10
12. «So Dead» — 4:28
13. «Repeat (UK)» — 3:09
14. «Spectators of Suicide» — 4:40
15. «Damn Dog» (music by Jacob Brackman/Billy Mernit) — 1:52
16. «Crucifix Kiss» — 3:39
17. «Methadone Pretty» — 3:57
18. «Condemned to Rock 'N' Roll» — 6:06

Американское издание
1. «Slash 'N' Burn» — 3:59
2. «Natwest — Barclays — Midlands — Lloyds» — 4:32
3. «Love’s Sweet Exile» — 3:29
4. «Little Baby Nothing» — 4:59
5. «Another Invented Disease» — 3:24
6. «Stay Beautiful» — 3:10
7. «Repeat (UK)» — 3:09
8. «You Love Us» — 4:18
9. «Democracy Coma» — 3:45
10. «Crucifix Kiss» — 3:39
11. «Motorcycle Emptiness» — 6:08
12. «Tennessee» — 3:06
13. «Repeat (Stars and Stripes)» — 4:09
14. «Condemned to Rock 'N' Roll» — 6:06

• Песня «A Vision of Dead Desire» — 19 трек в японской версии альбома.